# CT&T

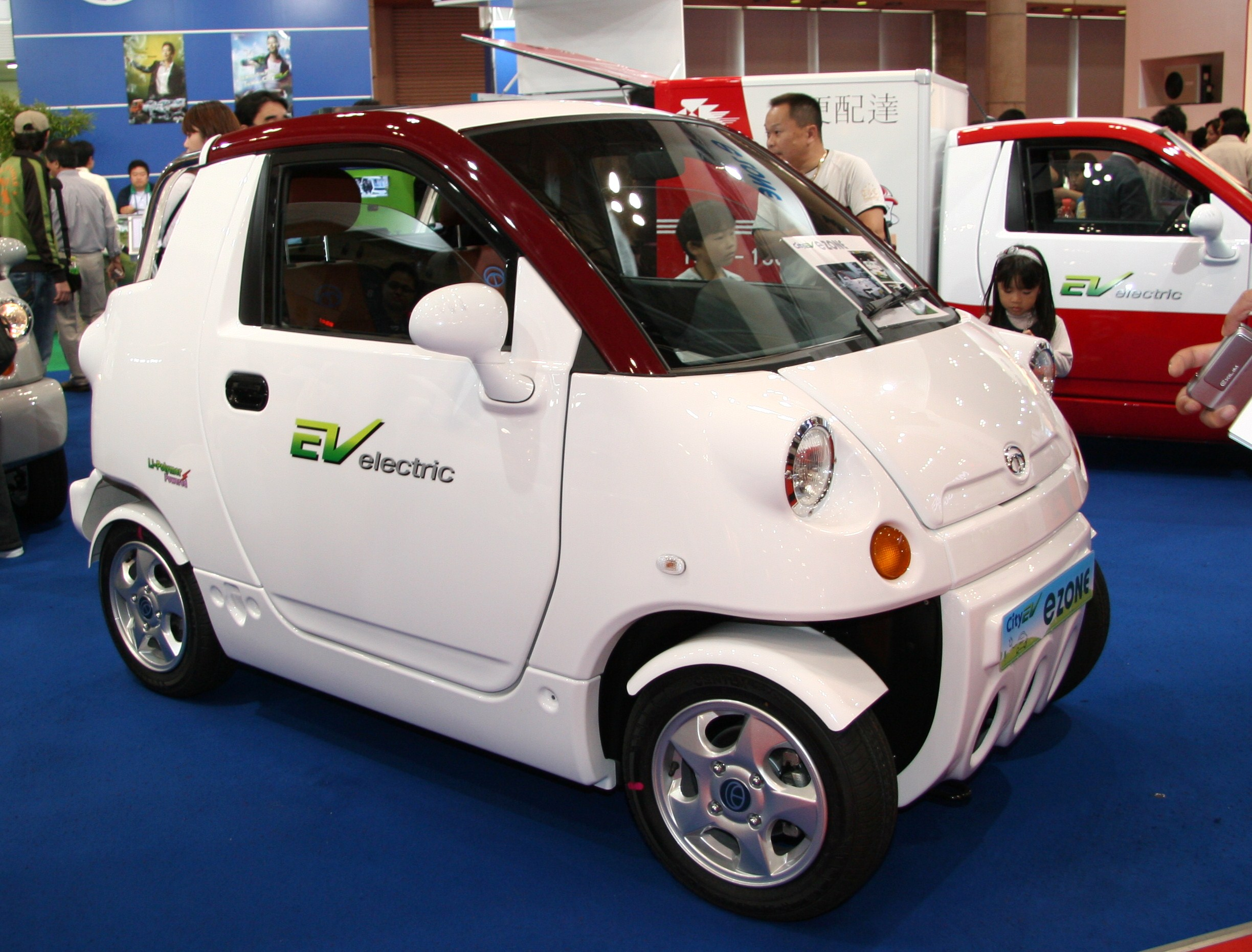
CT&T eZONE

CT&T Corporation – południowokoreański producent mikrosamochodów elektrycznych z siedzibą w Dangjin działający od 2002 roku.

## Historia
Przedsiębiorstwo CT&T zostało założone w 2002 roku w południowokoreańskim mieście Dangjin przez Lee Young-gi, byłego menadżera pracującego dotychczas w Hyundaiu. Za cel obrano rozwój mikrosamochodów elektrycznych umożliwiających rozwijanie niskich oraz średnich prędkości.
W 2008 roku producent przedstawił rodzinę mikrosamochodów eZONE, z kolei w lipcu 2009 roku przedstawiono plany rozpoczęcia sprzedaży oraz produkcji swoich pojazdów w Stanach Zjednoczonych. Dwa lata później, w 2011 roku, plany zostały wstrzymane z powodu braku wystarczającej płynności finansowej CT&T.

## Modele samochodów

### Studyjne
- CT&T eZONE (2008)
- CT&T cZONE (2008)